# Alive (2002)
Alive é um filme de terror japonês, dirigido por Ryuhei Kitamura, estrelado por Hideo Sakaki, e lançado em 2002.

## Sinopse
Tenshu é aprisionado e sentenciado à morte por assassinar um homem que havia estuprado sua namorada. Entretanto, ele consegue sobreviver à execução, ao receber uma opção diferente: participar de bizarros e perigosos experimentos. Ele é colocado em uma cela com um estuprador e uma mulher infectada por uma doença misteriosa e contagiosa. Tenshu acaba por ficar doente também, e agora precisa lidar com os militares que querem obtê-lo.

## Elenco
- Hideo Sakaki.... Tenshu Yashiro
- Ryô.... Yurika Saegusa
- Koyuki.... Asuka Saegusa
- Shun Sugata.... Matsuda
- Erika Oda.... Misako Hara
- Tak Sakaguchi.... Zeros
- Kenji Matsuda.... Líder da SWAT